# HSL 4
HSL 4 – belgijska szybka linia kolejowa, która łączy Brukselę z granicą holenderską. Ma 87 km długości (40 km nowej linii, 57 km zmodernizowanej linii) i została ukończona w roku 2007.
Wraz z HSL 1 od granicy z Francją i HSL Zuid do Amsterdamu, linia skraca podróż pomiędzy Brukselą, Paryżem i Holandią. HSL 4 jest używana przez pociągi Thalys, a jednocześnie planuje się ją wykorzystać do obsługi szybkich pociągów InterCity i NS Hispeed.